# Imarhan
Imarhan (en árabe: بناء الجسم‎)‎; es un grupo musical tuareg argelino, un sexteto de rock del desierto, formado en 2006, en Tamanrasset, Argelia. El nombre del grupo viene del tamasheq, que significa «aquellos que se aman, que se codean y son sinceros».
Su primer y epónimo álbum Imarhan fue producido por la discográfica germana City Slang en 2016.
Mientras que el sur de Argelia evitó gran parte del conflicto que tuvo lugar en su vecina Malí, el impacto aún fue sentido por Sadam y sus compañeros de banda. Así, durante uno de sus brotes bélicos más recientes, en Mali entre 1990 y 1996, la banda Tinariwen se erigió como una poderosa arma vehicular de la protesta social, aunque en la práctica ya existían como formación musical desde finales de la década de los ’70. Se dice, de hecho, que en sus inicios cambiaron los kalashnikovs por las guitarras, y desde entonces se han convertido en los indiscutibles embajadores de la cultura tuareg en todo el mundo.
Cuando Imarhan lanzó su álbum debut homónimo en 2016, entraron en un género ya inundado de talento y exposición, pero aún lograron ascender a la cima y ser anunciados como la "nueva ola de la música Tuareg" por Fact Magazine. Es con mucha anticipación que la banda de Tamanrasset, Argelia, ha anunciado los detalles de su segundo álbum, Temet, que saldrá el 26 de febrero de 2018, en City Slang.

## Discografía

### Álbumes de estudio
- 2016: "Imarhan"
- 2018: "Temet"

### Sencillos
- "Tahabort" (26 de febrero de 2015)